# Ferrovia Arezzo-Sinalunga
La ferrovia Arezzo-Sinalunga, anche detta ferrovia della Val di Chiana, è una linea ferroviaria italiana che collega Arezzo con la parte meridionale della sua provincia, fino a raggiungere la stazione di Sinalunga, situata sulla ferrovia Centrale Toscana.

## Storia

### Genesi e costruzione della ferrovia
La necessità di migliorare i collegamenti fra i comuni della Val di Chiana, Arezzo e Siena cominciò a essere avvertita nell'ultimo decennio del XIX secolo, quando il sistema ferroviario della Toscana era ormai sviluppato ma eludeva buona parte della zona a sud di Arezzo. I comuni della Val di Chiana si riunirono pertanto in un consorzio e tentarono di far approvare dei progetti di costruzione di un'apposita linea ferroviaria, in un primo momento senza riuscire nell'intento. Nel 1899 l'ingegnere Enea Gambi approntò un progetto di realizzazione di una strada ferrata che attraversasse la Val di Chiana collegando Arezzo alla stazione di Sinalunga, posta sulla preesistente ferrovia Centrale Toscana, che connetteva Empoli a Chiusi. Il progetto venne approvato nello stesso anno dal Consiglio Superiore dei Lavori Pubblici; fu quindi contattata la società milanese L'Ausiliare, che riprese il lavoro di Gambi rielaborandolo e presentando il risultato nel 1907. Predisposto il progetto esecutivo, L'Ausiliare ottenne la concessione della ferrovia alla fine del 1911, quando un regio decreto autorizzò finalmente la costruzione di una linea a scartamento ordinario e con trazione a vapore che si sarebbe estesa fra le città di Arezzo e Sinalunga, attraversando la Val di Chiana.
Il 3 luglio 1914 la concessione fu subconcessa alla società La Ferroviaria Italiana (LFI), costituitasi nel medesimo anno. I lavori di costruzione furono avviati ma vennero interrotti dallo scoppio della prima guerra mondiale, per riprendere a conflitto terminato. La sede e i fabbricati della linea vennero completati nel 1924; su iniziativa dell'ingegnere Giacomo Sutter, nel frattempo divenuto presidente della LFI, invece di implementare la prevista trazione a vapore si decise di procedere con l'elettrificazione della ferrovia, autorizzata nel 1927 con regio decreto. I lavori per l'installazione della linea elettrica, diretti dallo stesso Sutter, iniziarono nel 1928 e permisero di inaugurare la ferrovia Arezzo-Sinalunga il 3 settembre 1930. Permaneva tuttavia la separazione della stazione di Arezzo LFI dallo scalo aretino gestito dalle Ferrovie dello Stato, situato sulla ferrovia Firenze-Roma; inizialmente collegate tramite un servizio di autobus, un raccordo fra le due stazioni venne aperto il 5 aprile 1932. Sin dall'inizio, l'esercizio sulla linea Arezzo-Sinalunga fu svolto con trazione elettrica a 3000 volt a corrente continua.

### Dopo la seconda guerra mondiale
La ferrovia subì ingenti danni durante la seconda guerra mondiale: vinta la resistenza di alcuni soci della LFI, fra cui la Società Italiana per le Strade Ferrate Meridionali, e nonostante i pareri sfavorevoli alla ricostruzione da parte dei ministeri del Tesoro e dei Lavori Pubblici, nel 1947 il Ministero dei Trasporti dispose l'avvio dei lavori di ripristino della linea. L'11 aprile 1948 fu riaperta all'esercizio la tratta Arezzo-Foiano della Chiana: poiché la trazione elettrica non fu immediatamente ripristinata, per circa un anno il servizio fu svolto con l'ausilio di automotrici ALn 772 e locomotive a vapore del gruppo 875 noleggiate dalle Ferrovie dello Stato. Il 24 settembre 1950 fu riaperta anche la tratta Foiano della Chiana-Sinalunga e la direttrice Arezzo-Sinalunga venne integralmente ripristinata. Si giunse anche a ipotizzare la costruzione di un raccordo ferroviario tra Sinalunga e la stazione di Trequanda, sulla ferrovia Asciano-Monte Antico, che avrebbe permesso di agevolare il collegamento via treno fra Arezzo e Grosseto, ma per motivi di costo il progetto non fu realizzato.
Il traffico sulla ferrovia, in aumento fino ai primi anni Sessanta, iniziò in seguito ad accusare lo sviluppo sempre più repentino del trasporto su strada: la pesante flessione del numero di passeggeri che transitava sulla linea, unita alla precarietà finanziaria che affliggeva la società concessionaria sin da prima degli eventi bellici, portò la ferrovia a un passo dalla soppressione. La situazione migliorò a partire dal 1969 con l'ingresso nella LFI di alcuni enti pubblici, che investirono nella linea operando un importante ammodernamento degli impianti: come risultato, il traffico sulla linea riprese ad aumentare. Il 27 novembre 1987 la ferrovia passò in Gestione commissariale governativa, rimanendovi fino al 1992 quando la LFI tornò a esercire la linea.
Dal 1º gennaio 2005 il servizio passeggeri e merci sulla ferrovia è affidato alla società Trasporto Ferroviario Toscano, nata per scorporo dalla LFI, che la controlla. Dalla medesima data fino al 2015, la gestione dell'infrastruttura e del parco rotabile è stata invece assegnata alla società Rete Ferroviaria Toscana, successivamente assorbita dalla LFI che è quindi tornata a gestire direttamente gli impianti.

## Caratteristiche
| Unknown route-map component "exCONTg" |

|  | Unknown route-map component "xABZg+l" | Unknown route-map component "CONTfq" |

| Station on track |

| Unknown route-map component "CONTgq" | Unknown route-map component "ABZgr" |  |

| Unknown route-map component "CONTgq" | Unknown route-map component "ABZgr" |  |

| Station on track |

| Stop on track |

| Small bridge over water |

| Unknown route-map component "CONTgq" | Unknown route-map component "KRZu" | Unknown route-map component "CONTfq" |

| Unknown route-map component "eHST" |

| Unknown route-map component "eBHF" |

| Unknown route-map component "eHST" |

| Station on track |

| Unknown route-map component "SKRZ-Au" |

| Stop on track |

| Unknown route-map component "eHST" |

| Station on track |

| Unknown route-map component "SKRZ-Au" |

| Unknown route-map component "eHST" |

| Station on track |

| Unknown route-map component "eHST" |

| Stop on track |

| Unknown route-map component "SKRZ-Au" |

| Enter and exit short tunnel |

| Unknown route-map component "CONTgq" | Unknown route-map component "ABZg+r" |  |

| Station on track |

| Continuation forward |

La linea è interamente a binario singolo ed è elettrificata a 3000 volt a corrente continua. L'armamento è costituito da rotaie da 60 kg/m montate su traverse in calcestruzzo armato precompresso, che durante i lavori di ricostruzione degli anni Quaranta del Novecento hanno sostituito le originarie rotaie da 36 kg/m su traverse in legno. La ferrovia è lunga 40 km, ha una pendenza massima del 13,8 per mille e contiene il raggio minimo di curvatura entro i 400 metri. La linea aerea di contatto è a sospensione longitudinale con corda di sostegno: pali, portali e mensole sono analoghi a quelli installati sulle linee elettrificate delle Ferrovie dello Stato. È in corso l'attrezzaggio della ferrovia con il sistema di segnalamento ERTMS di livello 2.
La stazione di Lucignano è collegata da un raccordo ferroviario al vicino stabilimento SVI, attivo nella produzione di mezzi d'opera ferroviari.

## Materiale rotabile
In passato, il parco rotabili impiegato sulla ferrovia era sempre stato caratterizzato dall'eterogeneità: spesso le difficoltà finanziarie della società concessionaria hanno indotto all'acquisto di mezzi di seconda mano, acquisiti nel tempo da dismissioni o da ferrovie soppresse.
Al 2024 il parco rotabili TFT conta mezzi moderni come gli elettrotreni ETT 21÷24 (analoghi ai "Minuetto"), gli elettrotreni ETR 425 e gli elettrotreni ETR 104, tutti di costruzione Alstom Ferroviaria, con le sole automotrici ALe 801/940 noleggiate da Trenitalia e in uso come materiale di riserva.